# Supercoppa italiana Under-20 (beach soccer)
La Supercoppa italiana Under-20 ufficialmente Supercoppa di Lega Under-20, viene assegnata ogni anno tra la vincente del Campionato Under-20 di beach soccer e la vincente della Coppa Italia Under-20 della stagione precedente.
Con 1 trofei vinti, la squadra più titolata della competizione è il Viareggio.

## Albo d'oro
| Edizione | Vincitore (volta) | Data          | Campione d'Italia | Vincitore o finalista di Coppa Italia | Risultato | Sede      | Note  |
| -------- | ----------------- | ------------- | ----------------- | ------------------------------------- | --------- | --------- | ----- |
| 2024     | Viareggio (1)     | 9 giugno 2024 | Viareggio         | Cagliari                              | 6-4       | Viareggio | [ 1 ] |

## Titoli per squadra
| Squadra   | Vittorie | Edizioni vinte | Sconfitte | Edizioni perse |
| --------- | -------- | -------------- | --------- | -------------- |
| Viareggio | 1        | 2024           | -         | -              |
| Cagliari  | -        | -              | 1         | 2024           |